# دیپلماسی پاندا

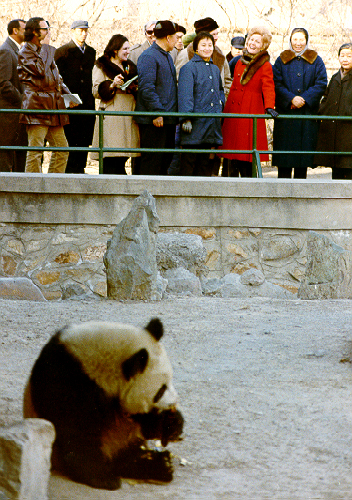
بانوی اول ایالات متحده پت نیکسون در حال بازدید از نمایشگاه پاندا باغ وحش پکن در فوریه ۱۹۷۲

دیپلماسی پاندا (به انگلیسی: Panda diplomacy) به ارسال پاندا به دیگر کشورها توسط چین به عنوان ابزاری برای دیپلماسی گفته می‌شود. این عمل حتی در زمان دودمان تانگ نیز ثبت شده، که ملکه زتیان در سال ۶۸۵ یک جفت پاندا برای امپراتور تنمو در ژاپن فرستاد، این اصطلاح فقط در طول جنگ سرد مورد استفاده عمومی قرار گرفت.

## دیپلماسی جنگ سرد
جمهوری خلق چین در دهه ۱۹۵۰ استفاده برجسته تری از دیپلماسی پاندا آغاز کرد و این عمل را تا امروز ادامه داده‌است. بین سال‌های ۱۹۵۷ و ۱۹۸۳، ۲۴ پاندا به عنوان حرکت دوستانه به ۹ کشور اهدا شد. این کشورها شامل اتحاد جماهیر شوروی، جمهوری دموکراتیک خلق کره، ایالات متحده آمریکا و بریتانیا بودند.
هنگامی که رئیس‌جمهور نیکسون در سال ۱۹۷۲ به چین سفر کرد، مائو تسه‌تونگ قول داد که دو پاندا به باغ وحش آمریکا بفرستد. در عوض، نیکسون دو گاو مشک به چینی‌ها هدیه داد. هدایای متقابل نشان دهنده رشد روابط دیپلماتیک بین چین و ایالات متحده در آن زمان بود. با وجود سابقه طولانی دیپلماسی پاندا، در سال ۱۹۷۲ اولین بار بود که یک پاندا در ایالات متحده طی بیش از بیست سال حضور داشت.
پس از ورود پانداها در آوریل ۱۹۷۲، بانوی اول پت نیکسون طی یک مراسم استقبال رسمی، آنها را به پارک ملی جانورشناسی اسمیتسونین اهدا کرد. بیش از ۲۰٬۰۰۰ نفر در روز اول نمایش پانداها بازدید کردند و حدود ۱٫۱ میلیون بازدید کننده برای اولین بار در ایالات متحده به دیدن آنها آمدند. پانداها بسیار محبوب شدند و این هدیه چین به عنوان موفقیت دیپلماتیک عظیم تلقی شد، که این نشان از اشتیاق چین برای ایجاد روابط رسمی با ایالات متحده بود. این موفقیت چنان موفقیت‌آمیز بود که نخست‌وزیر انگلیس ادوارد هیت در سفری به چین در سال ۱۹۷۴ برای پادشاهی انگلستان درخواست پانداها کرد. چند هفته بعد پانداس چیا-چیا و چینگ-چینگ وارد باغ وحش لندن شدند. بعداً پانداهای هدیه شده به انگلستان الهام بخش آرم (لوگو) صندوق جهانی طبیعت شد.

## سیاست وام

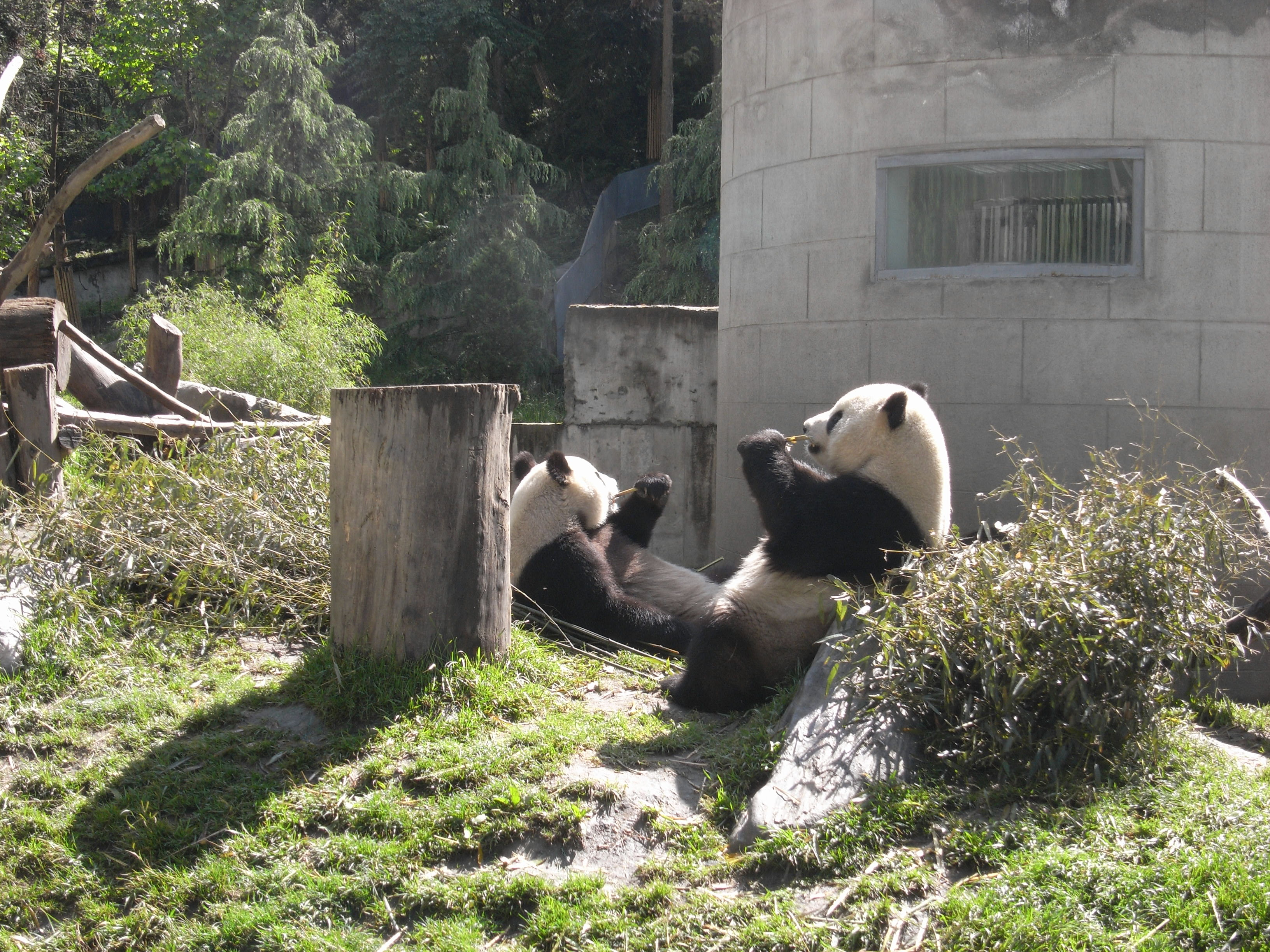
مرتبط

در سال ۱۹۸۴، رهبر عالی‌مقام چین، دنگ شیائوپینگ سیاست را تغییر داد، به این ترتیب که پانداهای بعدی به جای هدیه، وام داده می‌شدند، بدین ترتیب در طول بازی‌های المپیک تابستانی ۱۹۸۴، دو پاندا با پرداخت هر ماه ۵۰٬۰۰۰ دلار به ازای هر پاندا به لس آنجلس وام داده شدند. این رویه مجدداً در سال ۱۹۹۱ به حالت وام‌های بلند مدت اصلاح شد. چین شروع به ارائه پانداها به سایر کشورها فقط با وام ده ساله کرد.
پس از زمین‌لرزه ۲۰۰۸ سیچوان که به بسیاری از تأسیسات آسیب جدی وارد کرد، ۶۰ پاندا به مسکن جدید احتیاج داشتند. اکثریت پانداها به کشورهایی تعلق گرفت که با چین توافق‌نامه‌های تجاری مطلوبی داشتند یا کشورهایی که منابع لازم چین را از جمله اورانیوم از استرالیا را تأمین می‌کردند.

## دیگر حیوانات به عنوان هدیه دیپلماتیک
در سطح بین‌المللی، حیوانات نادر نیز به عنوان هدایای دیپلماتیک / سیاسی ظاهر می‌شوند. به عنوان مثال، در آستانه بازی‌های المپیک تابستانی ۲۰۰۸، پنج تاس‌ماهی چینی، نماد پنج حلقه المپیک، توسط دولت مرکزی چین به هنگ کنگ داده شد.
در سال ۲۰۰۹، دولت جزایر سیشل به مناسبت شصتمین سالگرد تأسیس جمهوری خلق چین و قدردانی از کمک چین، به عنوان هدیه یک جفت لاک‌پشت غول‌پیکر آلدابرا به چین داد. این دو لاک پشت در واقع در باغ وحش شانگهای نگهداری می‌شوند.
دولت مغولستان هدیه دادن اسب را دارد که رئیس‌جمهور کره جنوبی پارک گون-هه، معاون نخست‌وزیر هند، محمد حمید انصاری، نخست‌وزیر هند نارندرا مودی، و وزیر دفاع ایالات متحده چاک هیگل از دریافت کنندگان آن بودند. یک اسب نیز توسط رئیس‌جمهور مغولستان خالتما بتولغا به بارون ترامپ، پسر کوچک دونالد ترامپ رئیس‌جمهور ایالات متحده داده شد. ترامپ نام این اسب را "پیروزی" گذاشت".
فیلیپین قصد دارد به عنوان تلاشی برای تقویت روابط بین دو کشور، یک جفت عقاب فیلیپینی را در سال ۲۰۱۹ به مدت ده سال به سنگاپور قرض دهد.